# Présidence roumaine du Conseil de l'Union européenne en 2019
Présidence autrichienne du Conseil de l'Union européenne en 2018 Présidence finlandaise du Conseil de l'Union européenne en 2019
La présidence roumaine du Conseil de l'Union européenne en 2019 est la première présidence du Conseil de l'Union européenne assurée par la Roumanie.
Elle fait suite à la présidence autrichienne du Conseil de l’Union européenne, qui avait commencé le 1er juillet 2018, et précède la présidence finlandaise, qui a commencé le 1er juillet 2019.

## Contexte politique
La présidence roumaine intervient dans un contexte intérieur tendu en raison de réformes en cours qui pourraient « affaiblir la lutte contre la corruption et l'indépendance de la justice », comme l'a déclaré, le vice-président de la Commission européenne, Frans Timmermans ; le gouvernement social-démocrate en place depuis 2016 fait l'objet d'accusations à l'intérieur, comme à l'extérieur du pays, de saper le travail de la Direction nationale anticorruption qui accuse notamment plusieurs de ses membres, dont plusieurs anciens ministres.
Le pays sort également d'un référendum constitutionnel qui visait à modifier la définition de la famille dans la Constitution et qui aurait eu pour conséquence de limiter l'institution du mariage entre deux personnes exclusivement aux unions hétérosexuelles ; si la majorité des votants a voté pour, le quorum exigé de 30 % n'a pas été atteint et le résultat n'a donc pas été validé.

## Priorités

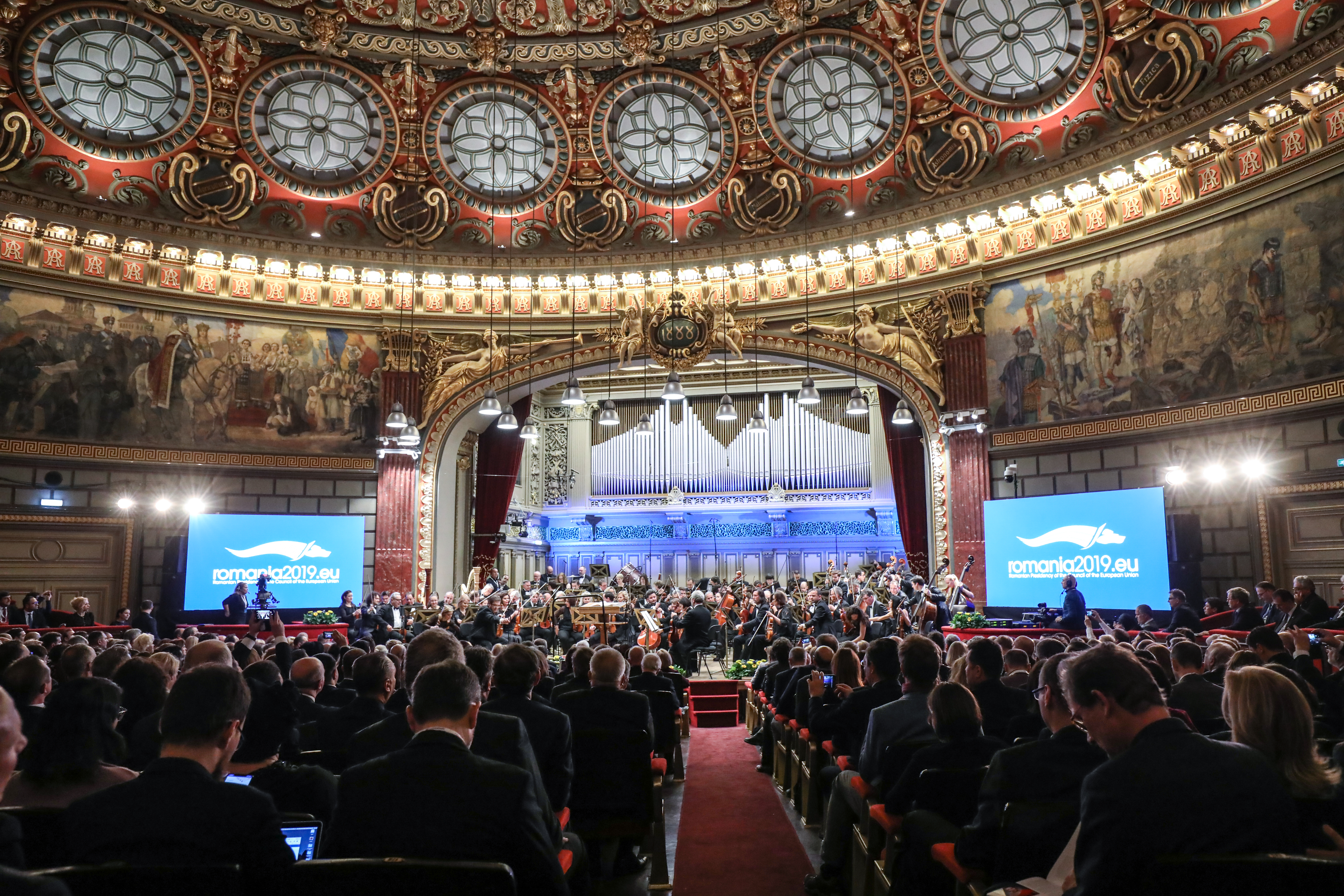
Cérémonie d'ouverture de la présidence roumaine.

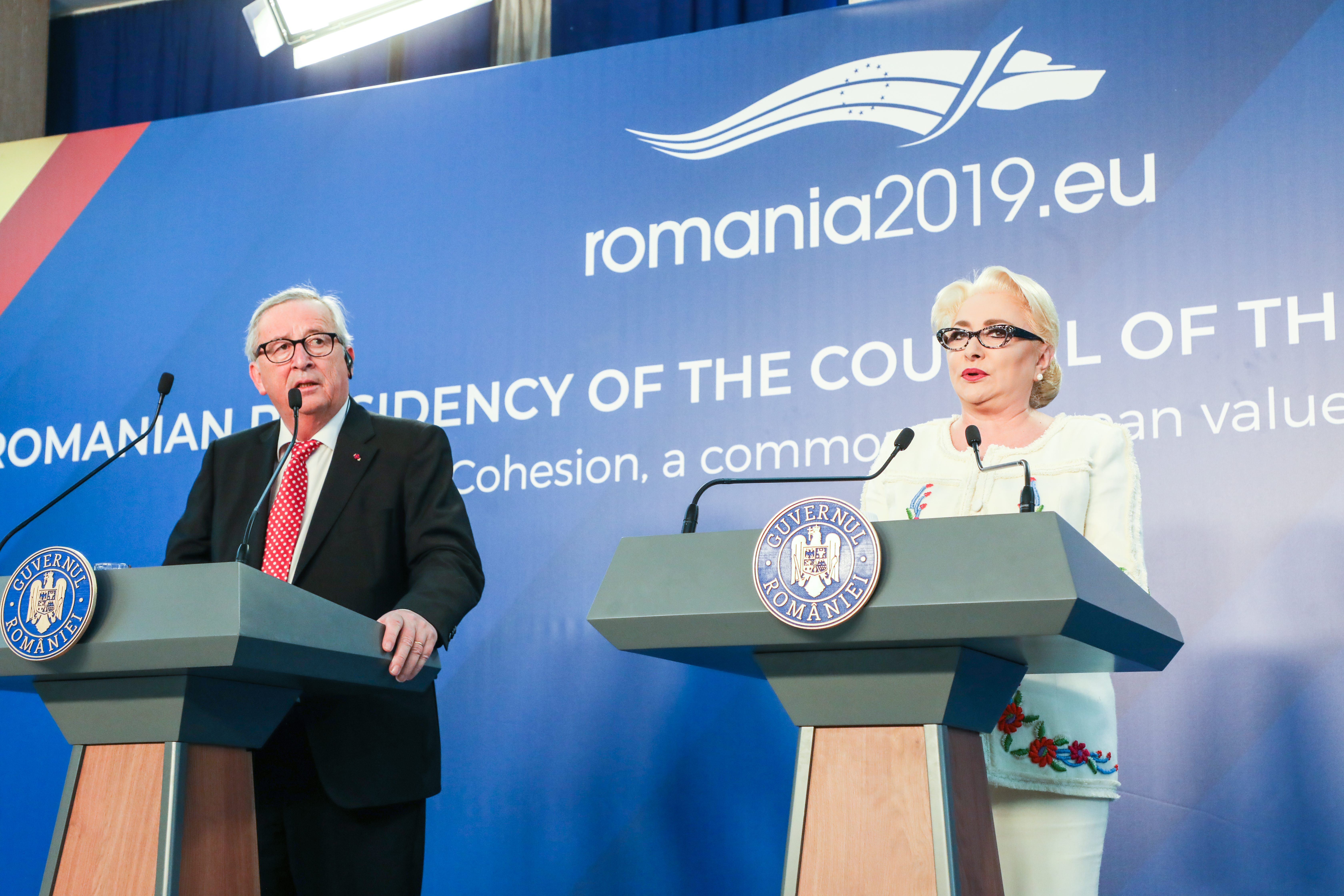
Conférence de presse commune de la Première ministre roumaine Viorica Dăncilă et du président de la Commission européenne Jean-Claude Juncker.

Le programme de la Roumanie s'inscrit dans un plan plus large, issu de la concertation entre les trois États du triplet (Roumanie, Finlande et Croatie) ; les principaux axes de travail vont être :
- Une Europe convergente
  - Développement durable, réduction des disparités, convergence, emploi et droits sociaux
  - Innovation et numérisation
  - Connectivité et marchés
- Une Europe plus sûre
  - Renforcement de la sécurité intérieure, gestion des frontières, espace Schengen, gestion migratoire
  - Cybersécurité
  - L'avenir de l'espace de liberté, de sécurité et de justice
- L'Europe, un acteur mondial plus fort
  - Politique de sécurité et de défense commune et efficacité de l'action extérieure de l'UE
  - Cohérence de la politique de l'UE dans son voisinage
  - Engagements internationaux
- Europe des valeurs communes
  - Solidarité, cohésion, égalité des chances et justice sociale
  - Démocratie, liberté et respect de la dignité humaine
  - Lutte contre le racisme, la xénophobie, l'antisémitisme, l'intolérance et le populisme

### Élections européennes
C'est durant cette présidence que se tiennent les élections européennes qui vont permettre de renouveler les 705 députés européens dont la répartition par pays a été remaniée en prévision du départ du Royaume-Uni de l'UE (la Roumanie a d'ailleurs gagné un siège). À l'issue de ces élections, le parti politique arrivé en tête devrait voir son spitzenkandidat être choisi pour succéder à Jean-Claude Juncker, le président de la Commission européenne.

### Sortie du Royaume-Uni
La sortie effective du Royaume-Uni de l'Union européenne et de la CEEA est prévue pour le 29 mars 2019. Viorica Dăncilă devrait donc prendre une part croissante dans la dernière étape du retrait et dans le début des nouvelles relations entre l'UE et le Royaume-Uni.

## Identité visuelle
Le logo de la présidence est dessiné par un élève du collège national Ion Luca Caragiale de Bucarest et représente un draco (un animal de la mythologie dace au corps de serpent et à la tête de loup) aux couleurs européennes et roumaines. Le logo représente « une Union européenne à la fois mobile, confiante, dynamique et attachée à ses valeurs fondamentales » ; le symbole du loup a été choisi car il se retrouve dans les mythologies de la plupart des cultures européennes et symbolise pour son créateur, tout autant la nécessité que l'UE s'affirme avec confiance sur la scène internationale que le besoin de protéger ses racines, sa biodiversité et son environnement (la Roumanie est le pays qui compte le plus de loups en Europe).

## Parrainage
La présidence tournante du Conseil de l'Union européenne en 2019 est parrainée par l’entreprise américaine Coca-Cola. Cette dernière a déclaré dans un communiqué que « Coca-Cola supporte fièrement la première présidence roumaine au conseil de l’Union européenne ». 
Ce partenariat a été dénoncé le mardi 26 février par l’ONG Foodwatch. L’organisation a lancé une pétition afin d’exiger de Donald Tusk, président du Conseil européen et de la Première ministre roumaine, Viorica Dăncilă, qu’ils « cessent ce partenariat et adoptent des règles claires contre ces conflits d’intérêts »,.

### Bibliographie

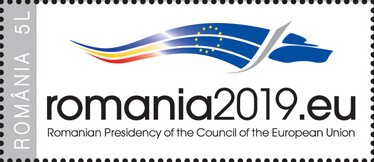
Timbre roumain célébrant la présidence.